# Barn Bluff
Barn Bluff är ett berg i Australien. Det ligger i regionen  West Coast och delstaten Tasmanien, i den sydöstra delen av landet, omkring 170 kilometer nordväst om delstatshuvudstaden Hobart. Toppen på Barn Bluff är 1 559 meter över havet. Barn Bluff ligger vid sjön Lake Will.
Trakten runt Barn Bluff är nära nog obefolkad, med mindre än två invånare per kvadratkilometer.
I omgivningarna runt Barn Bluff växer i huvudsak städsegrön lövskog. Genomsnittlig årsnederbörd är 2 426 millimeter. Den regnigaste månaden är augusti, med i genomsnitt 307 mm nederbörd, och den torraste är februari, med 103 mm nederbörd.